# جون إي. مورغان
جون إي. مورغان (بالإنجليزية: John E. Morgan)‏ هو لاعب غولف بريطاني، ولد في 19 ديسمبر 1977 في برستل في المملكة المتحدة.

## وصلات خارجية
- جون إي. مورغان على موقع رابطة لاعبي الغولف المحترفين (الإنجليزية)
- جون إي. مورغان على موقع رابطة أوروبا للاعبي الغولف المحترفين (الإنجليزية)
- جون إي. مورغان على موقع التصنيف العالمي الرسمي للغولف (الإنجليزية)